# Aztlán 3.ª Sección (Corcho y Chilapilla)
Aztlán 3.ª Sección (Corcho y Chilapilla) es una localidad del municipio de Centro ubicado en la subregión centro del estado mexicano de Tabasco.

## Geografía
La localidad de Aztlán 3.ª Sección (Corcho y Chilapilla) se sitúa en las coordenadas geográficas 18°06′31″N 92°43′03″O / 18.108611, -92.717500, a una elevación de 10 metros sobre el nivel del mar.

## Demografía
Según el Conteo de Población y Vivienda 2020, efectuado por el Instituto Nacional de Estadística y Geografía, la localidad de Aztlán 3.ª Sección (Corcho y Chilapilla) tiene 4,364 habitantes, de los cuales 176 son del sexo masculino y 154 del sexo femenino. Su tasa de fecundidad es de 2.6 hijos por mujer y tiene 107 viviendas particulares habitadas.
| Gráfica de evolución demográfica de Aztlán 3.ª Sección (Corcho y Chilapilla) entre 1970 y 2020 |
|                                                                                                |
| INEGI.                                                                                         |